# Joseph Beck (Theologe, 1803)
Joseph Beck (auch Josef) (* 18. November 1803 in Baden-Baden; † 3. November 1883 in Stuttgart) war ein deutscher Geistlicher und Politiker.

## Leben
Als Sohn eines Schreinermeisters geboren, studierte Beck Katholische Theologie und Philologie in Tübingen und Freiburg im Breisgau. Während seines Studiums in Freiburg wurde er 1824 Mitglied des burschenschaftlich geprägten Academisch-Gesetzlichen Vereins („Neutralia“). 1825 wurde er zum Dr. theol. und Dr. iur. promoviert.
Nach Ordination 1824 und Benefiziat in Philippsburg 1825 wurde er 1826 Pfarramtsvertreter in Schwetzingen. 1829 wurde er Lehrer und ging als Professor für Geschichte und Philosophie ans Gymnasium in Konstanz. 1832 wechselte er nach Offenburg und wurde 1833 Wirklicher Lehrer in Freiburg. Dort wurde er 1834 Professor am Gymnasium. In den Jahren 1837 bis 1844 arbeitete er am Lyzeum in Rastatt, bevor er 1844 zum Geistlichen Rat und Oberkirchenrat in Karlsruhe ernannt wurde. 1846 wurde er Geheimer Hofrat und Oberstudienrat in Heidelberg. 1850 ging er als Professor für Geschichte ans Polytechnikum Karlsruhe. 1852 trat er in den einstweiligen Ruhestand. Seine Heirat führte 1864 zur Exkommunikation aus der katholischen Kirche, so dass er 1865 in die evangelische Kirche eintrat.
1848 war er Mitglied des Vorparlaments. Von 1862 bis 1868 war er für den Wahlkreis Ämter Ettlingen und Rastatt Abgeordneter der Zweiten Kammer des Badischen Landtages. In dieser war er 1867/68 Alterspräsident. In dieser Zeit wohnte er in Heidelberg.
Beck verfasste zahlreiche historische und biographische Werke.